# Couronne du gland
La couronne du gland (en latin : corona glandis penis), aussi appelée la couronne balanique (du latin balanus qui signifie « gland »), désigne la partie saillante du gland du pénis chez l'homme.
De petites excroissances inoffensives de couleur blanche peuvent apparaître à la puberté sur le bord postérieur de cette couronne, appelées les « papules perlées du gland ».

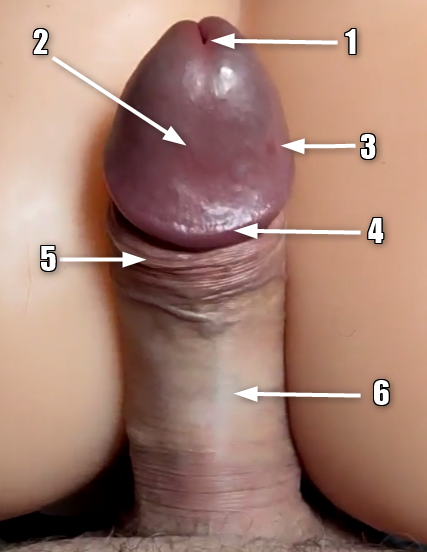
Schéma anatomique du pénis humain non circoncis : 1. méat urétral ; 2. gland du pénis ; 3. grain de beauté ; 4. couronne du gland non perlée et décalotté ; 5. prépuce rétracté ; 6. corps du pénis.

Chez l'homme non circoncis, le prépuce doit pouvoir être rétracté derrière la couronne du gland et doit ensuite pouvoir être ramené en position initiale pour recouvrir le gland.
Lorsque le prépuce ne peut être rétracté derrière la couronne du gland (autrement dit, lorsque le gland ne peut être décalotté), on parle de phimosis. Lorsque, après décalottage du gland, le prépuce reste bloqué derrière la couronne du gland (autrement dit, lorsque le gland ne peut être recalotté), on parle de paraphimosis.

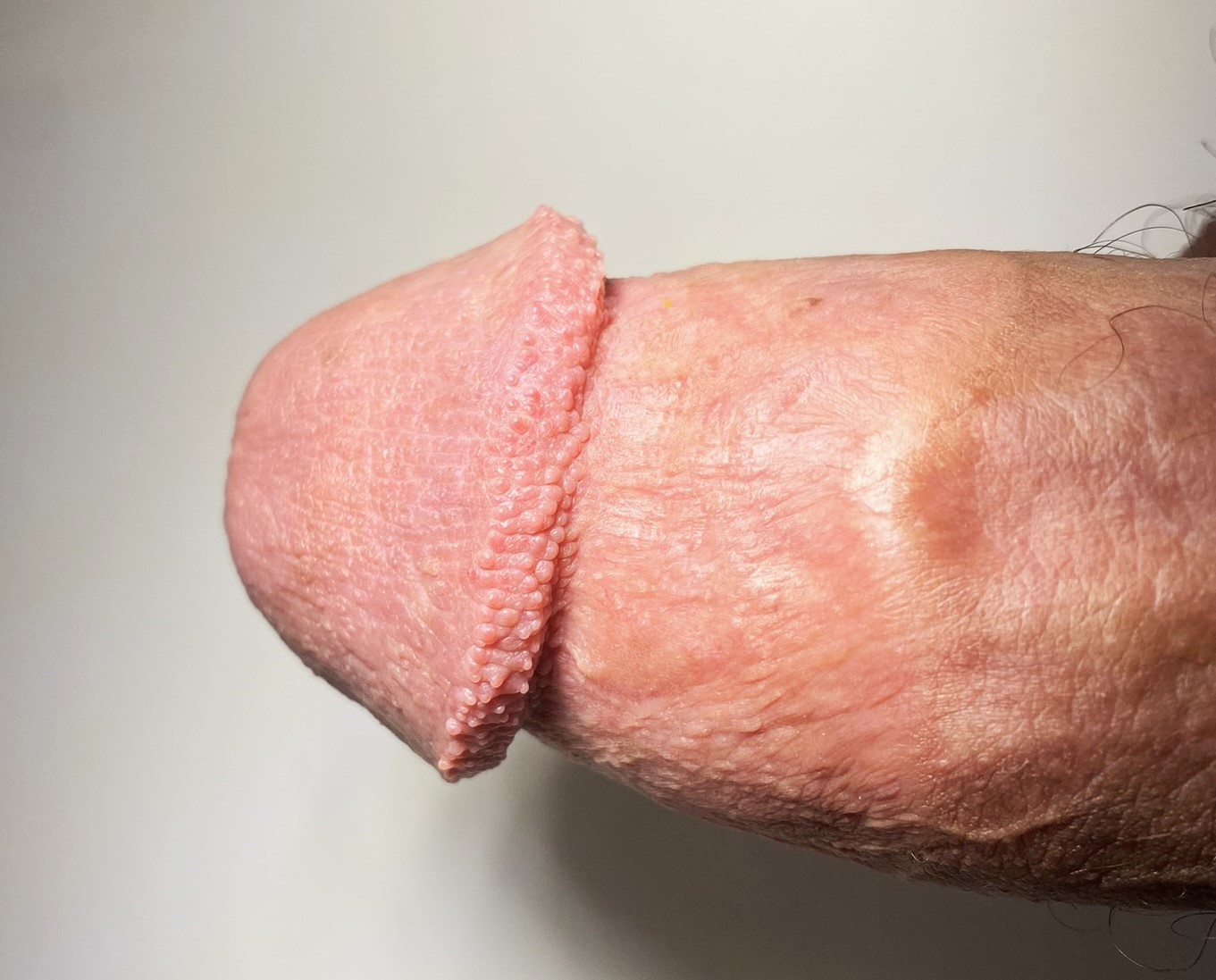
Papules perlées du gland d'un pénis circoncis.